# Гонвік (Міннесота)
Гонвік (англ. Gonvick) — місто (англ. city) в США, в окрузі Клірвотер штату Міннесота. Населення — 263 особи (2020).

## Географія
Гонвік розташований за координатами 47°44′21″ пн. ш. 95°30′44″ зх. д. / 47.73917° пн. ш. 95.51222° зх. д. (47.739192, -95.512139).  За даними Бюро перепису населення США в 2010 році місто мало площу 3,35 км², уся площа — суходіл.

## Демографія
Згідно з переписом 2010 року, у місті мешкали 282 особи в 128 домогосподарствах у складі 79 родин. Густота населення становила 84 особи/км².  Було 153 помешкання (46/км²).
Расовий склад населення:
| - 94,0 % — білих - 4,6 % — корінних американців - 0,4 % — чорних або афроамериканців |

До двох чи більше рас належало 1,1 %. Частка іспаномовних становила 1,4 % від усіх жителів.
За віковим діапазоном населення розподілялося таким чином: 24,5 % — особи молодші 18 років, 55,6 % — особи у віці 18—64 років, 19,9 % — особи у віці 65 років та старші. Медіана віку мешканця становила 41,7 року. На 100 осіб жіночої статі у місті припадало 107,4 чоловіків;  на 100 жінок у віці від 18 років та старших — 97,2 чоловіків також старших 18 років.
Середній дохід на одне домашнє господарство  становив 39 884 долари США (медіана — 31 786), а середній дохід на одну сім'ю — 53 106 доларів (медіана — 36 406). Медіана доходів становила 48 750 доларів для чоловіків та 31 500 доларів для жінок. За межею бідності перебувало 24,2 % осіб, у тому числі 41,1 % дітей у віці до 18 років та 18,5 % осіб у віці 65 років та старших.
Цивільне працевлаштоване населення становило 79 осіб. Основні галузі зайнятості: освіта, охорона здоров'я та соціальна допомога — 25,3 %, виробництво — 20,3 %, будівництво — 10,1 %, транспорт — 7,6 %.